# زورقک گشوده
زورقک گشوده (نام علمی: Cymbium pachyus) نام یک گونه از سرده زورقک‌ها است.